# Otto Volkmann (Musiker)
 Otto Hermann Volkmann (* 12. Oktober 1888 in Gerresheim; † 25. September 1968 in Bonn) war Dirigent und Musikdirektor in Halle (Saale), Osnabrück, Duisburg und Bonn.

## Familie
Otto Volkmann war ein Sohn des Postmeisterns Hermann Volkmann (* 21. Januar 1860) und dessen Ehefrau Kunigunde Heyn (* 16. Mai 1857). Er heiratete 1924 Wera Ulrich. Das Ehepaar hatte die Kinder Karin (* 15. November 1926) und Joachim (* 1. April 1931 in Osnabrück). Joachim Volkmann war Klavierpädagoge an der Frankfurter Musikhochschule.

## Leben
Volkmann bestand 1909 das Abitur am Realgymnasium in Essen und studierte anschließend bei Fritz Volbach an Tübingen Musiktheorie. Bis 1914 setze er das Studium der Musikwissenschaften, Germanistik, Philosophie und Kunstgeschichte in Heidelberg, Halle und München fort. In München studierte er privat Klavier bei Anna Hirzel-Langenhan (1874–1951) und an der Universität Musiktheorie bei Walter Courvoisier (1875–1931). Bis 1918 im Kriegsdienst, war er 1919/20 Assistent von Hermann Abert (1871–1927) im musikwissenschaftlichen Seminar der Universität Halle. Erste Erfahrungen als Dirigent hatte er schon 1913/14 mit dem akademischen Gesangverein Fridericiana in Halle gemacht. 1920–1924 leitete er den „Reblingschen Gesangverein“ in Magdeburg und dirigierte die Sinfonie- und Volkssinfoniekonzerte des Städtischen Orchesters. Er folgte damit dem Magdeburger Musikdirektor Fritz Kaufmann (1855–1834)
Von 1924 bis 1933 war er als Städtischer Musikdirektor in Osnabrück tätig. In dieser Funktion leitete er die Sinfonie- und Volkssinfoniekonzerte des Städtischen Orchesters, die Chorkonzerte des Musikvereins und des Lehrer-Gesangvereins. Ferner leitete er das Städtische Konservatorium und Musikseminar. Daneben betätigte er sich als Pianist in Kammerensembles sowie als Liedbegleiter und war Nachfolger des Organisten Paul Oeser an St. Marien (Osnabrück). 1926/27 wurde er auch musikalischer Oberleiter des Stadttheaters in Osnabrück. Zum 1. Mai 1933 trat er der NSDAP bei. Von 1933 bis 1944 leitete er die Duisburger Philharmoniker. Nach dem Zweiten Weltkrieg war Otto Volkmann 1949–1957 Generalmusikdirektor in Bonn, wo er auch den Ruhestand verbrachte.